# Sos (ort i Azerbajdzjan)
Sos (armeniska: Սոս) är en ort i Azerbajdzjan.   Den ligger i distriktet Xocavənd Rayonu, i den centrala delen av landet, 260 km väster om huvudstaden Baku. Sos ligger 675 meter över havet och antalet invånare är 1 016.
Terrängen runt Sos är kuperad, och sluttar österut. Runt Sos är det ganska tätbefolkat, med 62 invånare per kvadratkilometer.. Närmaste större samhälle är Müşkapat, 6,9 km norr om Sos. 
Trakten runt Sos består till största delen av jordbruksmark.